# Савез за промене (политичка странка из Хрватске)
Савез за промене (СП) (хрв. Savez za promjene) је слободарска политичка странка из Хрватске. Седиште партије је у Загребу. Заступа концепт личне и економске слободе појединца. Тражи промену монетарне политике, односно вођење експанзивне монетарне политике, покриванје државног дефицита некредитном емисијом новца из Хрватске народне банке уместо бесконачног задуживанја (акумулације дуга), сузбијанје кредитне мултипликације и ниже пореске стопе.
Противи се уласку Хрватске у Европску унију и суделованју Хрватске војске у иностраним војним мисијама. Траже престанак финансирања верских заједница из државног прорачуна и укаданје РТВ претплате.
Посебност странке је да је ово прва странка настала након тзв. Фејсбук протеста који су одржавани у многим земљама, и нпр. у Египту срушили дугогодишњу диктатуру. Просведи су одржавани у Републици Хрватској током марта и априла 2011. Странка није идеолошки предељена као лева или десна, већ се оријентисала на конкретне економске проблеме настале у Републици Хрватској након осамостаљења до данас.

## Програм
Савез за промене заступа концепт личне слободе који појединцу јамчи право на слободу мисли и говора. Њихово мишљење је да би сви грађани Хрватске требало да имају прилике да раде, штеде и улажу како би што мање зависили од помоћи државе. Странка се противи увођењу пореза на некретнине, капиталну добит, дивиденту и насљедство.
Савез за промене залаже се за: 
1. лична права и слободе
2. економске слободе
3. промену монетарне политике у систем експанзивне монетарне политике с нижим каматним стопама
4. надокнаду прорачунског мањка некредитном емисијом новца из Хрватске народне банке
5. смањење пореза
6. верске слободе
  1. потпуну одвојеност религије и државе
  2. финансирање верских заједница од донација верника, а не из државног прорачуна
7. промене које тражи велик број грађана
  1. укидање обавезног плаћања РТВ претплате
  2. укидање обавезног чланства свих привредник субеката у привредник или занатским коморама
  3. укидање плаћања пореза на све празне ЦД-е
  4. оштрије законске казне за немарне и пијане возаче
8. повлачење Хрватске војске из свих војних мисија у иностранству
9. заштиту околиша